# Club Baloncesto Peixefresco
O Clube Baloncesto Peixefresco, também conhecido como Marín Peixegalego, é um clube profissional de basquetebol situado na cidade de Marín, Galiza, Espanha que atualmente disputa a Liga EBA

## Temporada por temporada
| Temporada | Nível | Divisão     | Pos. | Pós Temporada          | TR    | PL  |
| --------- | ----- | ----------- | ---- | ---------------------- | ----- | --- |
| 2005–06   | 5     | 1ª División | 3    | –                      | 8–6   | 8–6 |
| 2006–07   | 5     | Liga EBA    | 12   | –                      | 10–16 | –   |
| 2007–08   | 5     | Liga EBA    | 9    | –                      | 15–15 | –   |
| 2008–09   | 5     | Liga EBA    | 15   | Rebaixado              | 9–19  | –   |
| 2009–10   | 4     | Liga EBA    | 9    | –                      | 14–14 | –   |
| 2010–11   | 4     | Liga EBA    | 2    | Finalista8º            | 15–5  | 5–1 |
| 2011–12   | 4     | Liga EBA    | 4    | Segunda Fase           | 15–5  | 0–2 |
| 2012–13   | 4     | Liga EBA    | 3    | Playoffs de Ascensão9º | 16–4  | 1–2 |
| 2013–14   | 3     | LEB Prata   | 11   | –                      | 9–15  | –   |
| 2014–15   | 3     | LEB Prata   | 6    | Em Andamento           | 16-12 |     |